# Козаев, Асланбек Радикович
Козаев Асланбек Радикович (род. 23 ноября 1987 года) — профессиональный спортсмен, боксёр, интерконтинентальный чемпион мира по версии wbc, экс чемпион мира по версии wbs Asia, чемпион мира по версии wbs до 24 лет (юниоры), чемпион Европы по профессионалом, чемпион мира по версии wbc (c.i.s.b.b) среди балтийских стран.

## Биография
В детстве Аслан начинал с карате, позже отец даже хотел сделать из сына борца. Сейчас Асланбек Козаев всемирно известный осетинский боксер-профессионал.
К 27 годам Козаев успел заслужить мировое признание и известность.
Аслан дебютировал на профессиональном ринге в 2008 году. Он обладатель титулов: чемпион Европы по версии WBC, интерконтинентальный чемпион мира по версии WBC среди молодежи, чемпион Азии среди взрослых.
В октябре 2010 года во Владикавказе прошел бой за титул чемпиона мира по профессиональному боксу среди молодежи по версии WBC (Всемирного боксерского совета) в полусредней весовой категории до 66,6 кг. Тогда на ринге встретились уроженец Северной Осетии и воспитанник югоосетинской боксерской школы Асланбек Козаев и титулованный бразилец Хоаким Карнейро. 9 раундов понадобилось Козаеву, чтобы стать чемпионом.
За всю карьеру Козаев 33 раза побеждал на ринге, имеет три поражения и одну ничью. Алсанбек обладатель многих титулов, в том числе 7 чемпионских поясов Европы, Азии и мира. В 2016 спортсмен одержал свою главную в карьере победу — завоевал чемпионский пояс по версии Международной боксерской организации.

## Спортивные результаты
- Международный титул IBO в полусреднем весе (2016-)
- Титул WBC CIS и Словенского боксерского бюро (CISBB) в полусреднем весе (2012-13)
- Титул WBC Baltic в полусреднем весе (2012-13)
- EBU -EE (Европейский внешний европейский союз) Титул в полусреднем весе (2012)
- Континентальный титул WBC Asian Boxing Council в полусреднем весе (2011)
- Титул WBC среди молодежи в полусреднем весе (2010)
- Титул WBC среди молодежи в полусреднем весе (2009-10)[8]

Рекорд
- По любителям 140 боев из них 15 поражений
- Проф рекорд 35:3:1